# Riesenberg (Erzgebirge)
Der Riesenberg ist ein 922,7 m ü. NHN hoher Berg im Erzgebirge zwischen Sosa und Johanngeorgenstadt im Erzgebirgskreis.

## Lage und Umgebung
Der Riesenberg liegt westlich der Waldstraße zwischen Sosa und dem Ortsteil Steinbach von Johanngeorgenstadt und wird von dem etwa zwei Kilometer westlich liegenden 1018,2 m ü. NHN hohen Auersberg überragt. Unweit davon befinden sich die Riesenberger Häuser mit einer Ausflugsgaststätte.
Der Riesenberg ist einer der bedeutendsten Höhen im sächsischen Obererzgebirge im Bereich der früheren Herrschaft Schwarzenberg. Am Fuß des Riesenberges fließen die Kleine Bockau und der Sosaer Bach.
Auf der Spitze des Riesenberges befinden sich zwei freistehende, aus übereinander liegenden Blöcken gebildete Granitfelsen, welche in der Entfernung sich wie Ruinen einer alten Burg darstellen. Ähnliche Granitmassen, wie Betten aufeinander geschichtet, findet man auch unmittelbar an der Straße zwischen Breitenbrunn und Erlabrunn, genannt die Hefenklöße.

## Entstehung des Namens
Wie der ungleich niedrigere Riesenberg diesen Namen, den doch wohl der benachbarte Auersberg führen sollte, bekommen hat, ist schwer zu entscheiden; vielleicht wurde er früher mit zum Auersberge gerechnet, und dieser führte beide Namen – und vielleicht verdankt die ausschließende Bezeichnung des geringeren Gipfels mit dem Namen des Riesenberges dem Zufall ihren Ursprung.

## Bergbau
Am Riesenberg hat man fortwährend einen ansehnlichen Eisensteinbergbau getrieben; zu Beginn des 19. Jahrhunderts betrieb man eine gewerkschaftliche Zeche, den tiefen Riesenberger Erbstolln, wo jedoch 1819 der Kux nur fünf Taler taxiert war, und drei Eigenlehnerzechen, nämlich Friedefürst und Ostlamm Fundgrube (Kuxtaxe 20 Taler), Urbanus und Eisengans, und Viergesellen samt Tannenbaum Fundgrube (Kuxtaxe 25 Taler). Man kann jedoch gar wohl den in Osten anstoßenden Graupenberg als eine Stufe des Riesenberges betrachten, und also auch den Gesellschaft Stolln (Kuxtaxe 10 Taler) hierherziehen.
Westlich des Riesenberges standen noch bis zum ausgehenden 19. Jahrhundert die Auersberger Häuser, die aus Hut- und Zechenhäusern hervorgegangen sind.

## Sonstiges
Am 26. Juli 1984 stürzte am Riesenberg eine MiG-23UB des 296. APIB (russisch авиационный полк истребителей-бомбардировщиков, „296. Jagdbomberregiment“ der Luftstreitkräfte der Sowjetunion) aus Altenburg ab. Beide Piloten kamen dabei ums Leben.